# 쿠스토차 전투 (1848년)
제1차 쿠스토차 전투는 제1차 이탈리아 독립 전쟁 중인 1848년 7월 24일~25일, 오스트리아 제국의 야전원수 라데츠키가 지휘하는 오스트리아군과 사르데냐 왕국의 국왕 카를로 알베르토가 이끄는 사르데냐군 사이에 벌어진 전투이다.

## 배경
1848년 3월 밀라노 시에서 오스트리아의 통치에 대항하여 봉기가 일어났다. 사르데냐 국왕 카를로 알베르토는 밀라노의 반란을 지지하며 오스트리아에 선전포고했다. 베네치아 또한 오스트리아로부터 독립을 선언했다. 오스트리아의 야전원수 요제프 라데츠키는 오스트리아군을 밀라노에서 철수시킨 뒤 '사변형'(Quadrilateral)으로 알려진 4개의 요새, 즉 베로나, 만토바, 페스키에라, 레냐고를 기반으로 한 방어 진지, 이른바 '콰드릴라테로' (Quadrilatero, 사변형) 지대로 이동했다. 피에몬테군은 짧은 포위전 끝에 페스키에라를 점령했지만, 라데츠키 원수는 군병력을 상당수 증원할 기회를 얻었다.

## 전투
7월 25일경, 피에몬테군은 북쪽의 리볼리 고원에서 남쪽의 고베르놀로까지 넓게 분산되어 있었다. 라데츠키 원수는 7월 23일 에토레 드 손나즈 장군이 지휘하는 피에몬테 제2군단을 선제공격하여  페스키에라의 목전으로 후퇴시켰고, 이튿날 24일 두번째 공격도 성공적으로 이끌며 민초강 배후지로 후퇴하게 만들며 피에몬테군을 둘로 갈라놓았다.
피에몬테 사령부는 북쪽에서 오는 소식에 느리고 불확실한 대응을 보였다. 결국 에우세비오 바바 장군이 지휘하는 제1군단 본대가 오스트리아군 후방을 공격하기로 결정하고 스타팔로 마을 쪽으로 향했다. 24일 오후에 공격이 시작되어 성과를 거두었고 이 지역을 방어하던 1개 여단은 후퇴할 수밖에 없었다. 그러나 역으로 사르데냐 지휘관들을 방심하게 만들었고, 라데츠키 원수는 민초강 너머로의 전진을 멈추고 스타팔로 일대의 적군으로 진격하였다.
25일에 피에몬테군은 해당 지역에서 추가 공격에 나서라는 명령을, 제2군단은 민초강에서 공격을 지원하라는 명령을 받았다. 그러나 손나즈 장군은 부대원들이 지쳐 있다는 이유로 명령을 따르지 않았고, 공격의 순간으로 생각했던 전황은 곧 전진하는 적을 막기 위한 필사적인 전투로 변했다. 오스트리아군 2개 군단의 공격을 받으며 하루 종일 수적으로 열세였던 피에몬테군은 결국 그날 하루가 끝날 무렵 전체 전선을 후퇴시킬 수밖에 없었다. 그러나 후퇴는 질서정연하게 이루어졌고 병사들은 싸움을 계속했다.

## 결과
오스트리아군의 입장에서는 피에몬테군보다 더 많은 사상자를 냈고, 피에몬테군의 주요 부대도 기강과 장비를 유지했다는 점에서 완전한 승리는 아니었으나, 상당한 역전을 거두었다는 점에서 승리를 기록하였다.
7월 26일 피에몬테군은 오스트리아군이 민초강을 넘는 것을 막기 위해 볼타만토바나 전투를 벌였으나 실패하였다. 이 때 오스트리아의 결정적인 승리로 피에몬테군은 먼저 서쪽 올리오강 뒤편의 새로운 방어선으로 후퇴해야 했고, 그 후에는 더 멀리 있는 밀라노까지 후퇴해야 했다. 밀라노 외곽에서 작은 전투가 벌어진 후 휴전 협정(원래 6주였으나 연장됨)이 체결되었고, 피에몬테군은 사르데냐 왕국으로 철수했다.
다음 해에 전쟁 재개를 시도했으나 라데츠키에게 또 다른 승리를 안겨주었고 제1차 이탈리아 독립 전쟁은 사실상 끝이 났다. 오스트리아 원수는 반란이 벌어진 지역을 전부 오스트리아 통치하에 되돌려 놓았다.
요한 슈트라우스 1세의 〈라데츠키 행진곡〉은 이 전투에서 라데츠키의 승리를 기념하기 위해 쓰여진 곡이다.

## 같이 보기
- 1848년 이탈리아 혁명
- 제1차 이탈리아 독립 전쟁

## 참고 문헌
1. 1 2  “First Battle of Custoza”. 《Encyclopædia Britannica》.
2. ↑  K.k. 1848, 116-119쪽.
3. ↑  Berkeley 1968, 383쪽.
4. ↑  Berkeley 1940, 383쪽.
5. ↑  Pieri, p. 236-41
6. ↑  Pieri, p. 241-3
7. ↑  Pieri, p. 243-7

## 자료
- Pieri, Piero (1962). 《Storia militare del Risorgimento: guerre e insurrezioni》. Torino: Giulio Einaudi.
- Berkeley, George Fitz-Hardinge (1940). 《Italy in the Making Vol.III》. Cambridge University Press.
- 《Der Feldzug der oesterreichischen Armee in Italien im Jahre 1848: Kriegsbegebenheiten bei der kaiserlich österreichischen Armee in Italien vom 7. Mai bis 13. Juni 1848》. Von der K.K. Buchdruckerey. 1848.
- Berkeley, George Fitz-Hardinge (1968). 《Italy in the Making Vol.III》. Cambridge University Press.